# Tsavo
El riu Tsavo és un riu de Kenya. Neix a l'est del Parc Nacional de Tsavo Oest, a prop de la frontera amb Tanzània, fins que s'uneix a l'Athi en el centre d'aquest parc. Drena parts dels vessants nord-est del Mawenzi.
El riu es va fer famós per dos lleons, anomenats devoradors d'homes de Tsavo, que entre març i desembre de 1898 van matar i devorar a diverses desenes de treballadors de la construcció del Ferrocarril Kenya-Uganda. Van ser abatuts, després de nombrosos intents, pel mateix cap de les obres, el coronel John Henry Patterson.